# رولاند ريتشي
رولاند ريتشي هو محامي وقاضي كندي، ولد في 19 يونيو 1910 في History of Halifax, Nova Scotia ‏ في كندا، وتوفي في 5 يونيو 1988 في أوتاوا في كندا.